# دنیس پیمانکوف
دنیس پیمانکوف (به انگلیسی: Denis Pimankov) (زادهٔ ۴ فوریهٔ ۱۹۷۵) شناگر اهل روسیه است.